# زالگورنایا سلیتبا
زالگورنایا سلیتبا (به لاتین: Zagornaya Selitba) یک منطقهٔ مسکونی در روسیه است که در استان آمور واقع شده‌است.